# 何良俊
何良俊（1506年—1573年），字元朗，號柘湖，直隸松江府華亭縣人，竈籍，明朝作家、戲曲家。

## 生平
生於正德元年（1506年）。與弟何良傅皆有俊才之名氣。嘉靖十一年（1532年）歲貢入國子監，因用功過度，又屢試不中，四十歲左右患精神疾病，“稍不當意，輒大肆詬詈”，嘉靖三十一年（1552年），以蔡羽之先例，薦授南京翰林院孔目，不久棄官返鄉，時值倭寇侵擾，移居蘇州，與張之象、文徵明等人友好。與弟何良傅並稱“二陸”。後隱居著述，萬曆元年（1573年）卒。著有《何氏語林》三十卷、《四友齋叢說》三十八卷、《何翰林集》二十八卷、《書畫銘心錄》一卷等。由何良俊的好友、文壇領袖王世貞集《世說新語》、《何氏語林》二書精華編成的《世說新語補》二十卷，風行海內外，帶動了一大波“世說體”仿作潮。四庫館臣稱《世說新語補》版本眾多，“梨棗不啻數十易”，是合乎實際的說法。《世說新語補》在朝鮮、日本受追捧程度還超過中國國內，有大量的新版本問世，這些也可以視為《何氏語林》另一方式的影響。